# The Cars
The Cars är en amerikansk musikgrupp inom genren new wave. Gruppen bildades 1976 i Boston, Massachusetts. Flera av deras låtar kännetecknas av en gitarrbaserad ljudbild där också syntar har en framträdande plats.

## Historik

### Tidiga år
The Cars bestod i sin klassiska sättning av Ric Ocasek (gitarr, sång), Elliot Easton (gitarr, sång), Greg Hawkes (keyboard, sång), Benjamin Orr (1947-2000) (bas, sång) samt David Robinson (trummor). Gruppens frontfigur och låtskrivare var Ric Ocasek. Han blev senare producent och producerade bland annat Weezers första skiva.
Redan med gruppens självbetitlade debutalbum, The Cars från 1978 fick man sina första hitsinglar. Låtarna på skivan var utformade så att en bred publik kunde åtnjuta dem. Man blandade element från pop, rock och elektronisk musik och det resulterade i låtar som "Just What I Needed", "Good Times Roll" och "My Best Friend's Girl". Låtarna blev populära både i USA och Storbritannien. Med deras andra album, Candy-O som lanserades året därpå fick de sin första amerikanska topp-20 hit, "Let's Go". 

### 1980-talet
Gruppens tredje studioalbum Panorama lanserades 1980. Det var ett mörkare och mer experimentellt album i jämförelse med deras två första skivor, och emottogs inte lika entusiastiskt som dessa. Albumet genererade en mindre singelhit med "Touch and Go". Med deras fjärde album Shake It Up som släpptes året därpå fick gruppen en stor singelhit i USA med titelspåret. Efter dessa skivor beslutade gruppen att ta en paus, och under tiden lanserade Ocasek soloalbumet Beatitude.
De återkom 1984 med albumet Heartbeat City. Albumet innehöll bland annat "Drive" och "You Might Think" som tillhör deras mest framgångsrika och populära låtar. Låtarna fick stilfulla musikvideor som visades i MTV, och det var en bidragande orsak till att albumet blev deras bäst säljande skiva. I samband med att deras första samlingsskiva Greatest Hits lanserades 1985 släppte de också en ny framgångsrik singel, "Tonight She Comes". Märkligt nog kom gruppen bara att lansera ett till album efter denna succé. Albumet, Door to Door från 1987 fick ingen större uppmärksamhet, även om singeln "You Are the Girl" kort listnoterades. Gruppen kom kort därpå i skymundan att bryta upp 1988.

### Återförening
The Cars återförenades 2010 med originalmedlemmarna Ric Ocasek, Elliot Easton, Greg Hawkes och David Robinson tillsammans igen. Basisten Benjamin Orr hade avlidit år 2000. Den 13 oktober 2010, postade de en snutt av en ny låt, "Blue Tip," på gruppens Facebook-sida. Ett annat klipp av en ny låt, "Free" delades på deras Facebook-sida den 1 januari 2011. Klippet avslutades med en reklamskylt med texten The Cars - "Free". De lanserade slutligen 2011 sitt första studioalbum sedan 1987, Move Like This, där båda dessa låtar ingick.
15 september 2019 hittades Ric Ocasek död i sin lägenhet på Manhattan i New York. Ocasek blev 75 år gammal.

## Medlemmar

### Senaste medlemmar
- Elliot Easton – sologitarr, bakgrundssång (1976–1988, 2010–2011, 2018)
- Greg Hawkes – keyboard, synthesizer, slagverk, saxofon, bakgrundssång (1976–1988, 2010–2011, 2018), basgitarr (2010–2011)
- David Robinson – trummor, slagverk, bakgrundssång (1976–1988, 2010–2011, 2018)

### Tidigare medlemmar
- Benjamin Orr – basgitarr, sång, bakgrundssång (1976–1988;) avliden 2000
- Ric Ocasek – rytmgitarr, sång, bakgrundssång, synthesizer (1976–1988, 2010–2011, 2018-2019) avliden 2019

## Diskografi

### Studioalbum
- The Cars (1978)
- Candy-O (1979)
- Panorama (1980)
- Shake It Up (1981)
- Heartbeat City (1984)
- Door to Door (1987)
- Move Like This (2011)

### Singlar (urval)
- "Just What I Needed" (#27 på Billboard Hot 100 (US)) (1978)
- "My Best Friend's Girl" (US #35) (1978)
- "Good Times Roll" (US #41) (1979)
- "Let's Go" (US #14	) (1979)
- "It's All I Can Do" (US #41) (1979)
- "Touch and Go" (US #37) (1980)
- "Shake It Up" (US #4, #2 på Billboard Hot Mainstream Rock (US Rock)) (1981)
- "Since You're Gone" (US #41, US Rock #24) (1982)
- "Victim of Love" (US Rock #39) (1982)
- "You Might Think" (US #7, US Rock #1) (1984)
- "Magic" (US #12, US Rock #1) (1984)
- "Drive" (US #3, US Rock #3) (1984)
- "Hello Again" (US #20, US Rock #22) (1984)
- "Why Can't I Have You" (US #33, US Rock #11) (1985)
- "Tonight She Comes" (US #7, US Rock #1) (1985)
- "I'm Not the One" (US #32, US Rock #29) (1986)
- "You Are the Girl" (US #17, US Rock #2) (1987)
- "Strap Me In" (US Rock #4) (1987)
- "Sad Song" (US Rock #25) (2011)

### Samlingsalbum
- Greatest Hits (1985)
- Just What I Needed: The Cars Anthology (1995)
- Shake It Up & Other Hits (2001)
- Complete Greatest Hits (2002)
- The Essentials (2005)
- Classic Tracks (2008)